# Abdel Khaliq Mahjub
Abdel Khalib Mahjub (Omdurman, 23 settembre 1927 – Khartoum, 28 luglio 1971) è stato un politico sudanese, è stato il segretario generale del Partito Comunista Sudanese fino alla sua morte avvenuta per esecuzione da parte del generale Ja'far al-Nimeyri, dopo la sua esecuzione Muhammad Ibrahim Nugud è diventato il nuovo leader del partito..